# محمد متولي (ممثل)
محمد متولي(11 مارس 1945 - 17 فبراير 2018)، ممثل مصري.

## حياته
ولد في شبين الكوم بالمنوفية وعاش في الإسكندرية ثم التحق بكلية دار العلوم، وتخرج بعدها في المعهد العالي للفنون المسرحية ليبدأ مسيرته الفنية منذ السبعينيات، وكانت أول أعماله في السينما فيلم (خلي بالك من زوزو) عام 1972، شارك بعدها في عشرات الأعمال ما بين السينما والمسرح والتلفزيون، من أبرز أعماله المسلسلات:«العودة الأخيرة»، «أرابيسك»، «ليالى الحلمية»، «زيزينيا»، المسرحيات:«الابندا (مسرحية)» «البرنسيسة» والأفلام: «سلام يا صاحبي»، «إلا ابنتي»، «وزير في الجبس» «واحد صعيدي». وتزوج من سيدة من خارج الوسط الفنى تخرجت في كلية دار العلوم وأنجبت له ابنتين هو ممثل موهوب ولعل ذلك قد تكشف بقوة في «سارق الفرح».

## أعماله
بلغت عدد الأعمال التي مثل فيها 232 بالإضافة مشاركته في برنامجين

### أفلام
- 1987 سلام يا صاحبي
- 1990 الإمبراطور
- 1992 إلا ابنتي
- 1993 وزير في الجبس
- 2014 زمن أبو الدهب
- 2006 مطب صناعي .الحج اسماعيل

### مسلسلات
- 1987 ليالي الحلمية
- 1993 العودة الأخيرة
- 1999 حرث الدنيا
- 2002 لدواعي أمنية
- 2008 قمر
- 2014 فيفا أطاطا
- 2009 مسلسل هانم بنت باشا
- رحلة أبو العلا البشري
- سابع جار

### المسرح
2010: آخر المطاف
2007: ولاد اللذينة
1994: حزمني يا
1993: رصاصة في القلب (رصاصة في الكلب لولو)
1993: المنولوجست
1984: البرنسيسة
1981: أهلا يا دكتور
1975: إنتهى الدرس يا غبي
حالة طوارئ
شباب امرأة
المرجيحه

## روابط خارجية
- محمد متولي على موقع IMDb (الإنجليزية)
- محمد متولي على موقع قاعدة بيانات الأفلام العربية